# Fort IX w Poznaniu
Fort IX (Brünneck, Edmunda Taczanowskiego) – jeden z 18 fortów wchodzących w skład Twierdzy Poznań. Znajduje się na Świerczewie przy ulicy Skalnej.

## Historia
Zbudowany został w latach 1876–1880, w pierwszym etapie budowy twierdzy fortowej. Fort otrzymał nazwę Brünneck na cześć Karla von Brünnecka (do 1902 nazwę tę nosił Bastion II Brünneck). W 1931 zmieniono patronów na polskich, Fort IX otrzymał imię pułkownika Edmunda Taczanowskiego.
16 listopada 1918 o 9 rano fort został zaatakowany przez 23 lub 24 członków POW z Łazarza i Górczyna pod dowództwem Mariana Wiśniewskiego. Tego samego dnia wieczorem Niemcy, przy wsparciu kompanii z 29. Pułku Saperów (Wilda), rozbroili Polaków. Chciano ich rozstrzelać, lecz w końcu część pobitych przewieziono do izb chorych w koszarach saperów, a część została zamknięta w fortecznym areszcie. Wszyscy po jakimś czasie zostali zwolnieni dzięki działaniom Polaków z Wydziału Wykonawczego Robotników i Żołnierzy.
15 kwietnia 1919 fort IX (wraz z IXa) został przeznaczony dla podoficerskiej szkoły piechoty.
Podczas bitwy o Poznań forty na Górczynie (VIIIa i IX) nie otrzymały środków artyleryjskich. 27 stycznia 1945 rozpoczął się ostrzał fortów przez baterie 128 brygady artylerii lekkiej (dowódca płk. Anatolij Kozub). Z uwagi na liczne straty w 27 i 74 dywizji gwardii podczas podchodzenia w kierunku fortów, dowódca 29 korpusu armii gwardii, gen. mjr Anastasij Szemienkow, zadecydował o natarciu 27 dywizją gwardii na odcinek między fortami i zaatakowanie ich od tyłu. 28 stycznia 1945 został opanowany cały Górczyn.
Po II wojnie światowej w forcie mieścił się 80 Okręgowy Skład Artyleryjski. Wykorzystywany był przez kwatermistrzostwo Okręgu Wojskowego nr 3 w Poznaniu i Wojskowy Rejonowy Zakład Kwaterunkowo-Budowlany. Od lat 50. XX wieku urządzono w forcie magazyny Zakładów Mięsnych, WSS „Społem” i Arged. Od końca lat 60. XX wieku część wschodnia jest wykorzystywana przez Policję, która przebijając dodatkowy wjazd od ul. Rawickiej, zniszczyła lewą baterię dołączoną.
Teren fortu wchodzi w skład obszaru Natura 2000 (obszar specjalnej ochrony SOO „Fortyfikacje w Poznaniu”, symbol PLH300005).

## Lokalizacja i konstrukcja

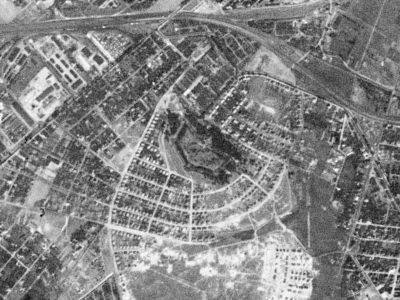
Zdjęcie satelitarne fortu (1965).

Dojazd do fortu drogą forteczną (ul. Skalna) i drogą rokadową (ul. Czechosłowacka). Wokół fortu zabudowa domków jednorodzinnych. Na północ od obiektu dwie linie kolejowe łączące pobliską stację Poznań Górczyn z Dworcem Głównym i stacją na Starołęce.
Fort zbudowany na planie symetrycznego sześcioboku. Kąt między odcinkami czoła – 140°. Koszary w 2 ciągach – jedne dwukondygancyjne w szyi fortu. Pomiędzy kondygnacjami zbudowane cztery klatki schodowe (środku i na skrzydłach). Budynek fortu otoczony suchą fosą o murowanej skarpie i przeciwskarpie (szerokość 10 m, wysokość 9 m). W forcie znajdowały się 3 kaponiery do obrony fosy: 1 podwójna czołowa i 2 barkowe. Fort nie posiada wału piechoty (podobnie jak Fort VII).
W latach 80. XIX wieku przy forcie (na południu) został zorganizowany 80 ha plac ćwiczeń dla 6 pułku grenadierów i 47 pułku piechoty (stacjonowały w koszarach na Jeżycach). Podczas dwudziestolecia międzywojennego ćwiczył tam 14 pułk artylerii polowej (z ul. Solnej) i 7 dywizjon artylerii przeciwlotniczej (z Sołacza).

### Przebudowy
W 1881 roku wybudowano dwa stanowiska dla armat pierścieniowych (15 cm R.K.). W latach 1887–1888 w ramach wzmocnienia fortu wybudowano dwie sześciostanowiskowe baterie dołączone (rozebrane po II wojnie światowej). W 1892 roku zainstalowano dwa stanowiska obserwacyjne typu W.T.90. Około 1913 roku wykonano kolejne modernizacje: zamontowano płyty pancerne w strzelnicach oraz przemurowano część wejść. Przed wojną, w sierpniu 1939, roku zbudowano dwa betonowe schrony obserwacyjno-bojowe. W 1941 roku fosa została zadaszona, na potrzeby wykorzystania pomieszczeń do produkcji broni, garaże i składnice sprzętu artyleryjskiego.